# Juan Frausto Pallares
Juan Frausto Pallares (ur. 10 lipca 1941 w Tomelópez) – meksykański duchowny rzymskokatolicki, w latach 2006–2016 biskup pomocniczy León.

## Życiorys
Święcenia kapłańskie przyjął 21 czerwca 1968 i został inkardynowany do diecezji León. Po święceniach został wikariuszem w Rincón, zaś rok później rozpoczął pracę w diecezjalnym niższym seminarium - początkowo jako prefekt, zaś w 1973 jako wicerektor szkoły. W 1977 został proboszczem jednej z parafii w León. W 1998 mianowany biskupim wikariuszem dla północnej części diecezji.
10 grudnia 2005 został prekonizowany biskupem pomocniczym León ze stolicą tytularną Vagrauta. Sakrę biskupią otrzymał 24 lutego 2006. 28 października 2016 przeszedł na emeryturę.